# Milena Balsamo
Milena Balsamo (Bologna, 26 gennaio 1961) è un'ex atleta paralimpica italiana.

## Biografia
Nata a Bologna, ma veronese d'adozione, si è formata nella Società San Michele. Ha gareggiato in carrozzina come velocista nella categoria 4 e ha partecipato alle edizioni paralimpiche di Stoke Mandeville 1984 e di Seul 1988, ottenendo complessivamente cinque medaglie, di cui quattro nelle staffette. Nel 1992 ha lasciato l'agonismo internazionale. Per i suoi meriti sportivi le è stato conferito, nel 2015 dal CONI, il Collare d'oro al merito sportivo.

## Palmarès
| Anno | Manifestazione     | Sede                      | Evento        | Risultato | Prestazione | Note  |
| ---- | ------------------ | ------------------------- | ------------- | --------- | ----------- | ----- |
| 1984 | Giochi paralimpici | Stoke Mandeville New York | 100 m piani 4 | Argento   | 21"39       |       |
| 1984 | Giochi paralimpici | Stoke Mandeville New York | 4×400 m 2-5   | Bronzo    | 6'27"03     | [ 3 ] |
| 1988 | Giochi paralimpici | Seul                      | 4×100 m 2-6   | Oro       | 1'17"78     | [ 4 ] |
| 1988 | Giochi paralimpici | Seul                      | 4×200 m 2-6   | Bronzo    | 2'41"43     | [ 5 ] |
| 1988 | Giochi paralimpici | Seul                      | 4×400 m 2-6   | Bronzo    | 5'36"54     | [ 6 ] |

## Onorificenze
- 1988: Medaglia d'oro al valore atletico: campionessa paralimpica nella staffetta 4×100 m.[7]
- 2014 - Leone d'argento;[8]